# Shahrestān di Ardabil
Lo shahrestān di Ardabil (in farsi شهرستان اردبیل) è uno dei 10 shahrestān della provincia di Ardabil, in Iran. Il capoluogo è Ardabil.

## Società

### Evoluzione demografica
Al censimento del 2006, la popolazione dello shahrestān (compresi i territori che poi sono stati scissi per formare lo shahrestān di Sar'eyn) era di 542.930 abitanti e 131950 famiglie, mentre escludendo lo shahrestān di Sar'eyn, la popolazione era 525.733 e 128.013 famiglie.

## Amministrazione

### Circoscrizione
Lo shahrestān è suddivisa in 2 circoscrizioni (bakhsh): 
- Centrale (بخش مرکزی)
- Hir (بخش هیر)

### Città
Le città presenti nella shahrestān sono: 
- Ardabil
- Hir